# 7548 Engström
A 7548 Engstrom (ideiglenes jelöléssel 1980 FW2) a Naprendszer kisbolygóövében található aszteroida. Claes-Ingvar Lagerkvist fedezte fel 1980. március 16-án.